# Kara DioGuardi

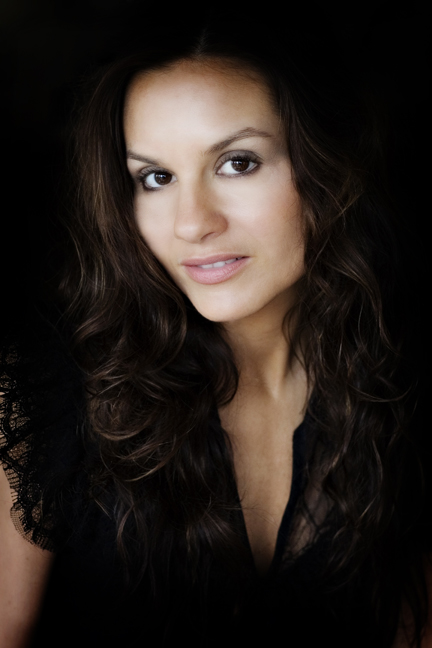
Kara DioGuardi

Kara Elizabeth DioGuardi (ur. 9 grudnia 1970) – amerykańska wokalistka, producent muzyczny i osobowość telewizyjna, która pomagała przy tworzeniu wielu znanych i odnoszących międzynarodowy sukces utworów. Komponuje muzykę głównie do piosenek pop-rockowych i dance. DioGuardi pracowała m.in. z Celine Dion, Christiną Aguilerą, Enrique Iglesiasiem, Laurą Pausini, Adamem Lambertem, Kelly Clarkson, Davidem Archuletą i Paulą Abdul.
W 2009 i 2010 zasiadała w jury American Idol.